# Aldebaran
Aldebaran, định danh Alpha Tauri (α Tauri, tắt Alpha Tau, α Tau) là một sao khổng lồ đỏ cách Mặt Trời 65 năm ánh sáng trong chòm sao hoàng đạo Kim Ngưu. Aldebaran có độ sáng thay đổi từ cấp sao biểu kiến 0,75 xuống 0,95, khiến nó trở thành ngôi sao sáng nhất trong chòm sao, cũng như (thường) là ngôi sao sáng thứ mười bốn trên bầu trời đêm. Nó nằm cách Mặt trời khoảng 65 năm ánh sáng. Ngôi sao nằm dọc theo đường ngắm tới cụm sao mở Hyades gần đó.
Aldebaran là một sao khổng lồ đỏ, nghĩa là nó mát hơn Mặt Trời với nhiệt độ bề mặt là 3.900 K, nhưng bán kính của nó gấp khoảng 44 lần Mặt Trời, do vậy nó có độ sáng gấp hơn 400 lần so với Mặt Trời. Là một ngôi sao khổng lồ, nó đã rời khỏi chuỗi chính trên biểu đồ Hertzsprung–Russell sau khi cạn kiệt nguồn cung cấp hydro trong lõi. Thời gian để Aldebaran tự quay xung quanh mình nó một vòng hết 520 ngày. Aldebaran được cho là có một hành tinh có khối lượng gấp nhiều lần Sao Mộc, được đặt tên là Aldebaran b. Tàu thăm dò hành tinh Pioneer 10 đang hướng về phía ngôi sao và sẽ tiến đến vị trí gần nhất trong khoảng hai triệu năm nữa.
Aldebaran b là một ngoại hành tinh quay quanh Aldebaran. Hành tinh này được phát hiện lần đầu vào năm 1993, nhưng vẫn bị nghi ngờ cho đến năm 2015, khi các nhà nghiên cứu đưa ra kết luận rằng có khả năng có một ngoại hành tinh quay quanh Aldebaran, phù hợp với tính toán ban đầu nhưng cũng tương thích với hoạt động của sao. Tuy nhiên, vào năm 2019, dữ liệu mới lại đặt ra nghi ngờ về sự tồn tại của nó. Do vậy, sự tồn tại của hành tinh này vẫn còn đang gây tranh cãi.